# São Vicente (São Paulo)
São Vicente is een gemeente en stad in de Braziliaanse staat São Paulo. De stad ligt ongeveer 50 km ten zuidoosten van de stad São Paulo. São Vicente heeft volgens het Instituto Brasileiro de Geografia e Estatística 360.380 inwoners en is daarmee de 71e stad van Brazilië. De stad maakt deel uit van de regio Baixada Santista. Het overgrote deel van de bevolking woont op het gelijknamige eiland, dat gedeeld wordt met de stad Santos. De oppervlakte van São Vicente op het eiland bedraagt slechts 18 km². 
São Vicente was in 1532 de eerste permanente Portugese nederzetting in Zuid-Amerika, en was een belangrijke doorvoerhaven voor slaven. Vandaag de dag herinneren zeer weinig historische gebouwen aan dat verleden.
De economische pijlers van de stad zijn het toerisme en de visserij.

## Aangrenzende gemeenten
De gemeente grenst aan Cubatão, Itanhaém, Mongaguá, Praia Grande, Santos, São Bernardo do Campo en São Paulo.
| Gemeenten van de regio Baixada Santista | Gemeenten van de regio Baixada Santista                                                              |
| --------------------------------------- | --- |
|                                         | - Bertioga - Cubatão - Guarujá - Itanhaém - Mongaguá - Peruíbe - Praia Grande - Santos - São Vicente |

## Verkeer en vervoer
De plaats ligt aan de noord-zuidlopende weg BR-101 tussen Touros en São José do Norte. Daarnaast ligt ze aan de weg SP-050.

## Partnerstad
- Naha (Japan)

## Geboren in São Vicente
- Emanuele Del Vecchio (1934-1995), voetballer
- Jefferson de Oliveira Galvão, "Jefferson" (1983), voetbalkeeper
- Robson de Souza, "Robinho" (1984), voetballer
- Marcelo Antônio Guedes Filho, "Marcelo" (1987), voetballer